# 公共预算
公共预算是强调预算的公共性，即无论产生的程序上，还是实体内容上，公共预算这一概念至今仍被许多人单纯认为是政府的计划，而实质它必须是由议会或人民代表大会通过的，必须具有程序合法性。